# 維京槳鰭麗魚
維京槳鰭麗魚，為輻鰭魚綱鱸形目隆頭魚亞目慈鯛科的其中一種，分布於非洲馬拉威湖北部流域，體長可達13.2公分，棲息在沙底質水域，生活習性不明，可作為觀賞魚。